# Município de White Store (condado de Anson, Carolina do Norte)
Localização da Carolina do Norte nos E.U.A.
O município de White Store (em inglês: White Store Township) é um localização localizado no  condado de Anson no estado estadounidense da Carolina do Norte.No ano 2010 tinha uma população de 506 habitantes.

## Geografia
O município de White Store encontra-se localizado nas coordenadas 34° 51′ 54,56″ N, 80° 14′ 39,23″ O.